# Can Perès
Can Perès o Can Parés  és una masia del municipi d'Avinyó inclosa en l'Inventari del Patrimoni Arquitectònic de Catalunya.

## Descripció
Es tracta d'una masia de planta rectangular amb teulada a dues vessants i el carener paral·lel a la façana principal que està orientada a migdia; aquesta façana és una de les parts més interessants del conjunt perquè, en la seva part superior, queden restes dels esgrafiats del segle xix. És formada per una esvelta galeria de tres arcs de mig punt rebaixats.
La casa presenta un seguit d'afegits que l'han ampliada i que han malmès considerablement el conjunt. L'arrebossat modern ha tapat també la major part dels esgrafiats de la façana de ponent, façana on s'obren els balcons i finestres i la nova porta d'accés.

## Història
L'actual Masia de Can Perès fou inicialment seu de l'antiga rectoria molt propera a la primera església romànica d'Avinyó, església que fou abandonada al segle xiii al construir-se una església nova a l'indret de l'actual església parroquial. Aquesta antiga rectoria va esdevenir, en una data incerta del segle xvii, masia car és documentada ja l'any 1635 i en coneixem una ampliació de l'any 1808, ampliació que probablement anà destinada a obrir una eixida al costat de migdia i decorar aquesta façana amb esgrafiats. Aquests esgrafiats gairebé estan totalment perduts en l'actualitat.
La masia de Can Peres indica avui l'emplaçament de l'antic edifici parroquial i del cementiri avui perduts; està situada al peu d'un camí que travessa la riera de Relat pel pont gòtic.